# Torbda erugans
Torbda erugans är en stekelart som beskrevs av Gupta 1983. Torbda erugans ingår i släktet Torbda och familjen brokparasitsteklar. Inga underarter finns listade i Catalogue of Life.